# چارلز مارتین لفلر
چارلز مارتین لفلر (انگلیسی: Charles Martin Loeffler؛ ۳۰ ژانویه ۱۸۶۱ – ۱۹ مه ۱۹۳۵) یک آهنگساز آلمانی‌الاصل اهل ایالات متحده آمریکا بود.
او در پاریس درس خوانده بود اما در سال ۱۸۸۱ میلادی به ایالات متحده آمریکا مهاجرت کرد و نخستین اجرای حرفه‌ای‌اش در سال ۱۸۹۱ در «ارکستر سمفونیک بوستون» بود.